# Zeche Heinrich (Essen-Werden)
Die Zeche Heinrich  in Essen-Werden-Hamm ist ein ehemaliges Steinkohlenbergwerk mit 25-jähriger Geschichte. In dieser Zeit war es lediglich etwa sieben Jahre in Betrieb. Über das Bergwerk wird nur wenig berichtet.

## Bergwerksgeschichte
Das Bergwerk wurde bereits im Jahr 1867 genannt. Im Jahr 1880 wurde die Förderung im Schacht Dreckbank durchgeführt, der Schacht gehörte zur Zeche Richradt. Im Jahr 1881 wurde das Feld weiter durch die Zeche Richradt aufgeschlossen. In diesem Jahr waren 93 Bergleute auf der Zeche beschäftigt, die eine Förderung von 22.807 Tonnen Steinkohle erbrachten. Die maximale Förderung wurde im Jahr 1883 mit 129 Bergleuten erbracht, es wurden 50.173 Tonnen Steinkohle gefördert. Die letzten bekannten Förder- und Belegschaftszahlen stammen aus dem Jahr 1886, es wurden mit 98 Bergleuten 34.784 Tonnen Steinkohle abgebaut. Im Jahr 1887 war das Bergwerk in Betrieb, jedoch sind für das Jahr keine Betriebsdaten genannt. Im Jahr 1892 wurde die Zeche Heinrich von der Zeche Richradt übernommen.